# Eternamente (álbum de Adán Zapata)
Eternamente, es el nombre del cuarto álbum de estudio del rapero mexicano Adán Zapata. El álbum fue lanzado el 20 de octubre de 2012 por Caleidoscopio.

## Lista de canciones
| N.º | Título                        | Duración |  |
| 1.  | «Andamos Marihuas»            | 4:06     |  |
| 2.  | «24 Horas»                    | 4:40     |  |
| 3.  | «Dile»                        | 2:41     |  |
| 4.  | «Egocéntrico»                 | 3:39     |  |
| 5.  | «Soy de Barrio»               | 3:59     |  |
| 6.  | «Perdóname Dios»              | 4:14     |  |
| 7.  | «Información de Su Muerte»    | 2:06     |  |
| 8.  | «Quiero Decirte»              | 4:03     |  |
| 9.  | «Me Enamoré»                  | 3:42     |  |
| 10. | «Por Ti Voy a Cambiar»        | 3:43     |  |
| 11. | «Soy La Leyenda»              | 5:57     |  |
| 12. | «De Premidios»                | 3:23     |  |
| 13. | «Como Te Extraño»             | 3:48     |  |
| 14. | «Yo También Tengo Un Corazón» | 4:12     |  |
| 15. | «Ando Bien Pilas»             | 2:43     |  |